# Franschhoek
Franschhoek is een dorp met 17.556 inwoners, in de gemeente Stellenbosch, gelegen in de Zuid-Afrikaanse provincie West-Kaap. Het dorp ligt op zo'n 75 kilometer afstand van Kaapstad en is een van de oudste plaatsen in Zuid-Afrika. 

## Subplaatsen
Het nationaal instituut voor de statistiek, Stats SA, deelt sinds de census 2011 deze hoofdplaats in in 5 zogenaamde subplaatsen (sub place), waarvan de grootste zijn:
Groendal • Langrug.

## Geschiedenis
Het dorp heette oorspronkelijk Olifantshoek, vanwege de vele olifanten die hier in de vallei voorkwamen. In 1688 kwamen hier 176 Franse hugenoten wonen, die na de herroeping van het Edict van Nantes eerst vanuit het katholieke Frankrijk naar Nederland gevlucht waren. In Nederland heerste godsdienstvrijheid en zo kwamen zij in dienst bij de VOC en voeren naar de Nederlandse Kaapkolonie. De hugenoten worden door het VOC-beleid over de hele Kaapkolonie verspreid, maar bij Olifantshoek ontstaat toch een concentratiegebied.
De kolonisten aan de Kaap begonnen de buurt daarom al snel "Fransche Kwartier" of "Fransche Hoek" te noemen en in de 18e eeuw wordt de naam van het dorpje officieel "Franschen Hoek", later vereenvoudigd tot Franschhoek. Ondanks het grote aantal hugenoten versmelten de Franstaligen vrij snel met de overige kolonisten en in 1829, wanneer de Kaap in Britse handen is, is het Frans reeds helemaal uitgestorven en vervangen door Kaaphollands, het latere Afrikaans.

## Vandaag de dag

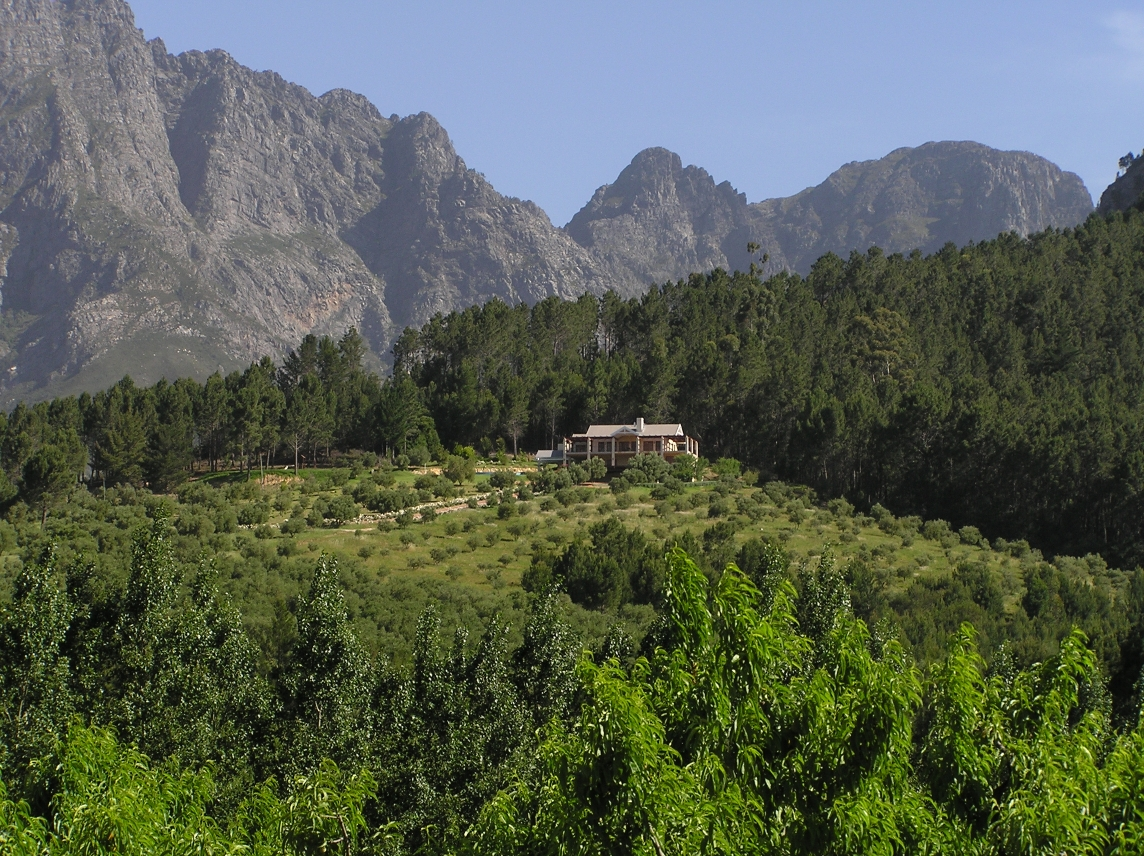
Wijnlandgoed nabij Franschhoek

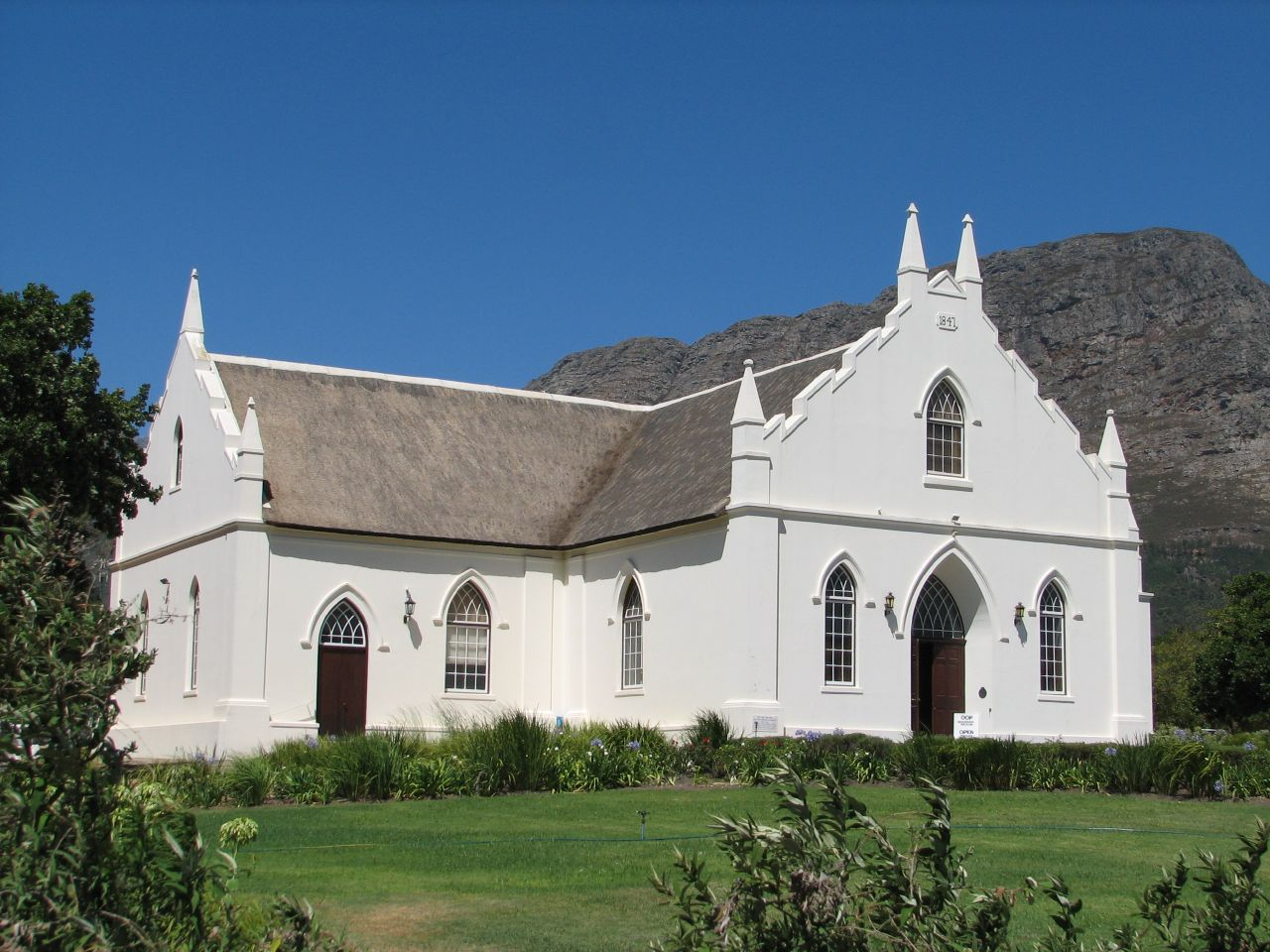
Hervormde Kerk te Franschhoek

Vandaag de dag zijn er nog vrij veel restanten uit de hugenootse tijd te vinden. Niet alleen de familienamen, maar ook de namen van veel wijnlandgoederen, zoals La Motte, La Cotte, Cabrière, Provence, Chamonix, Bien Donné, Champagne, Dieu Donné en Le Dauphiné. Bien Donné is vandaag de dag een belangrijk landbouwkundig onderzoeksstation.
In Franschhoek zijn veel belangrijke wijngaarden en in het dorp zijn verschillende van Zuid-Afrika's beste restaurants gevestigd. Het dorp en de bloemrijke omgeving zijn een toeristische attractie en worden vaak samen met Stellenbosch vanuit de metropool Kaapstad aangedaan.